# معلى بن أسد
معلى بن أسد، أبو الهيثم البصري، العمي المعلم، من الرواة الثقات وأحد الأثبات، وهو شيخ كيس، من أهل البصرة وكان معلمًا، وهو أخو بهز بن أسد، قال ابن حبان: مات في رمضان سنة ثماني عشرة ومائتين.

## روايته للحديث النبوي
- حدث عن: عبد العزيز بن المختار، وعبد الله بن المثنى الأنصاري، ووهيب بن خالد، ويزيد بن زريع، وحماد بن زيد، وطبقتهم.
- حدث عنه: البخاري ، وروى مسلم والترمذي والنسائي وابن ماجه عن رجل عنه، وحجاج بن الشاعر، وأحمد بن يوسف الأزدي، وسليمان بن معبد، وحفص بن عمر سنجة، ووأبو محمد الدارمي، وعثمان بن سعيد الدارمي، وهلال بن العلاء، وعلي بن عبد العزيز البغوي، وآخرون.[3]

## أقوال العلماء فيه
أقوال علماء الجرح والتعديل فيه:
- قال أبو حاتم الرازي: ثقة.
- ذكره أبو حاتم بن حبان البستي ذكره في الثقات.
- قال أبو عبد الله الحاكم النيسابوري: ثقة مأمون.
- قال أحمد بن صالح الجيلي: ثبت في الحديث ومرة: ثقة كيس معلم.
- قال ابن حجر العسقلاني: ثقة ثبت، قال أبو حاتم لم يخطئ إلا في حديث واحد.
- قال الذهبي: ثبت ذو صلاح.
- قال مسعود بن الحكم الزرقي: ثقة مأمون.
- قال مسلمة بن القاسم الأندلسي: ثقة.